# Cueta abdominalis
Cueta abdominalis är en insektsart som beskrevs av Navás 1930. Cueta abdominalis ingår i släktet Cueta och familjen myrlejonsländor. Inga underarter finns listade i Catalogue of Life.